# .jo
.jo е интернет домейн от първо ниво за Йордания.
Нужни са местни контакти, за да се регистрира човек под домейна .jo. Администрира се от NITC Архив на оригинала от 2018-11-21 в Wayback Machine.. Представен е през 1997 г.

## Домейни от второ ниво
- .com.jo
- .net.jo
- .gov.jo
- .edu.jo
- .org.jo
- .mil.jo
- .name.jo
- .sch.jo